# Луїза Шведська
Луїза (Ловіса) Шведська (швед. Lovisa av Sverige; 31 жовтня 1851, Стокгольм — 20 березня 1926, Копенгаген) — шведська принцеса, королева Данії, дружина данського короля Фредеріка VIII. Єдина дочка шведського короля Карла XV і Луїзи Нідерландської. З династії Бернадотів.
28 липня 1869 в Стокгольмі Ловіса вступила в шлюб із наслідним принцом Данським Фредеріком VIII. У 1906 році, після воцаріння чоловіка, стала королевою Данії. У шлюбі з Фредеріком VIII народила 8 дітей.
Оскільки трон в Швеції і Норвегії жінки не успадковували, після смерті Карла XV королем став його брат Оскар II. Після розірвання унії Швеції і Норвегії Оскар II склав із себе повноваження і на норвезький престол 18 листопада 1905 був обраний син Ловіс Карл, який прийняв ім'я Гокон VII.
Ловіса Шведська померла в палаці Амалієнборг (Копенгаген). Похована поруч з чоловіком в соборі міста Роскілле.

## Родина
Чоловік — Фредерік VIII, король Данії
Діти:
- Крістіан ( 1870—1947) — король Данії Кристіан X.
- Карл ( 1872—1957) — король Норвегії Хокон VII.
- Луїза  (1875—1906) — дружина принца Фрідріха Шаумбург-Ліппського з 1896 року.
- Харальд (Harald, 1876—1949) — чоловік принцеси Хелени Глюксбургської з 1909 року.
- Інгеборга (1878—1958) — дружина принца шведського і норвезького Карла з 1897 року.
- Тіра ( 1880—1945).
- Густав (Gustav, 1887—1944).
- Дагмара (1890—1961).